# Ruta N-48-O
La ruta N-48-O, antiguamente conocida como Ruta 148, es una carretera chilena situada en las regiones de Ñuble y del Biobío en Chile, siendo popularmente llamada Camino a Bulnes. La ruta se inicia en Bulnes, uniéndola con las ciudades de Quillón y Florida, y finaliza en la comuna de Concepción. Es popularmente conocida por su trazado sinuoso, y con pocos lugares de adelantamiento en el tramo Florida-Concepción.
Por decreto número 179 del 9 de abril de 2013, del Ministerio de Obras Públicas, la Ruta 148 perdió su condición de camino nacional, pasando a denominarse N-48-O hasta el sector Agua de la Gloria, mientras que la antigua ruta O-50 entre Cabrero y Agua de la Gloria, unida al tramo de la antigua Ruta 148 entre Agua de la Gloria y Concepción, pasan a denominarse Ruta 146, Autopista Valles del Biobío, con categoría de camino nacional.

## Áreas Geográficas y Urbanas
- kilómetro 0 Enlace de la Autopista del Bosque.
- kilómetro 69 Cruce en Agua de la Gloria con Ruta 146.
- Continuación por la Ruta 146 hacia Concepción.

## Plazas de Peajes
- kilómetro 28 Troncal Queime.

## Sectores de la Ruta
- Bulnes-Agua de la Gloria carretera pavimentada, calzada simple.